# Laurits Betjent
Laurits Betjent var et værtshus og senere, i weekenderne, et diskotek, der lå på adressen Ved Stranden 16 tæt på Christiansborg og Højbro Plads i København.
Navnet var gadebetjent Laurits Larsens kælenavn. Han åbnede i 1930'erne frokostrestauranten Cafe Royal, som senere blev opkaldt efter sin ejer.
Stedet har været meget kendt, og kunstnere som Dirch Passer og Kim Larsen har besøgt stedet. Sidstnævnte synger også om stedet i sine sange. Et kendetegn for stedet har været et stort træ, som voksede inde i bygningen. Det var tidligere et værtshus, hvor der også var spisning.
I 2012 blev Laurits Betjent opkøbt af en gruppe danskere, der ønskede at bevare den historie, som Laurits Larsen begyndte i 1930'erne. Værtshuset var åbent dagligt, og i weekenderne blev Laurits Larsens ånd bragt til live for festglade mennesker.
I 2013 åbnede klubben Kolonien i lokalerne, med et helt andet koncept end Laurits Betjent.